# Grzegorz Podstawek
Grzegorz Podstawek (* 25. Juni 1979 in Wrocław) ist ein ehemaliger polnischer Fußballspieler, welcher derzeit als Trainer des niederschlesischen Vereins MKS Piast Żmigród arbeitet.

## Karriere
Seine Profi-Karriere begann Podstawek 1999 bei Śląsk Wrocław. Doch wie so oft in seiner Karriere blieb er nicht lange und wechselte schon zur Rückrunde zu Karkonosze Jelenia Góra. Dann spielte er eine Saison für Pogoń Oleśnica und wechselte zur Rückrunde auf Leihbasis zu Bischofswerdaer FV 08. In der Saison 2001/02 spielte er dann nochmal eine Saison für seinen Ex-Verein Pogoń Oleśnica. 2002 spielte der Stürmer bei Polar Wrocław, wo er in 32 Spielen 14 Tore schoss. Im Folgejahr machte er für Arka Gdynia 16 Spiele und erzielte dabei einen Treffer. Doch auch dort hielt es ihn nur ein halbes Jahr, bis er in der Rückrunde zu Stasiak Opoczno wechselte.
Nachdem das halbe Jahr dort vorbeigegangen war, wechselte Podstawek zu KSZO Ostrowiec Świętokrzyski und traf dort in 28 Spielen fünfmal. Zur Saison 2005/06 wechselte er zu Podbeskidzie Bielsko-Biała, für die er 30 Spiele bestritt und sieben Treffer erzielte.
2006 wechselte er zu seinem jetzigen Verein Polonia Bytom, wo er auch in seiner ersten Saison den Aufstieg in die Ekstraklasa mit dem Team schaffte. In der Ekstraklasa, der höchsten polnischen Spielklasse, erzielte er für Polonia Bytom in 95 Spielen 20 Tore.
Nach dem enttäuschenden Abstieg in der Spielzeit 2010/11, wechselte Podstawek seinen Arbeitgeber und ging zum Ligakonkurrenten Górnik Polkowice. Zwischen 2012 und 2014 spielte Podstawek für den Verein Falko Rzeplin im Süden Breslaus. Seit Januar 2014 arbeitet Podstawek als Trainer des MKS Piast Żmigród. Während der Saison 2015/16 spielte der Verein in der 3. Liga Gruppe Niederschlesien, der vierthöchsten Spielklasse im polnischen Fußball.